# Chthonius chamberlini
Chthonius chamberlini es una especie de arácnido  del orden Pseudoscorpionida de la familia Chthoniidae.

## Distribución geográfica
Se encuentra en Argelia  y Francia.